# Медвеђе острво
Медвеђе острво (норв. Bjørnøya) је најјужнији део Свалбарда и припада Краљевини Норвешкој. Налази се у западном делу Баренцовог мора и има површину од 178 km². Острво је ненасељено, и тамо је присутно само особље које ради у метеоролошкој станици. Највиши врх острва је Урд (536 метара) на планини Мисерифјелет.

## Историја
Медвеђе острво су открили 10. јуна 1596 године Вилем Баренц и Јакоб ван Хемскерк. Добило је име по поларном медведу који се ту купао. Стављено је под суверенитет Норвешке 1920. године а проглашено је природни резерватом у 2002. години.